# ГЕС Субре
ГЕС Soubre — гідроелектростанція на південному заході Кот-д'Івуару. Знаходячись після ГЕС Buyo, становить нижній ступінь в каскаді на річці Сасандра (тече у меридіональному напрямку на південь та біля однойменного міста впадає в Гвінейську затоку). Можливо також відзначити, що з 2017 року ще нижче за течією ведеться будівництво ГЕС Gribo-Popoli.
Для роботи станції долину річки в районі водоспаду Нава (Nawa) перекрили греблею висотою 19 метрів та довжиною 4,5 км. Вона утворила водосховище з площею поверхні 17,3 км2 та об'ємом 83 млн м3. У лівій частині греблі, в природному руслі річки, обладнали сім водопропускних шлюзів, тоді як машинний зал розмістили біля підніжжя правобережної частини, доповнивши відвідним каналом довжиною 2,5 км.
Основне обладнання станції становлять три турбіни типу Френсіс потужністю по 90 МВт, які при напорі у 43 метри повинні виробляти 1170 млн кВт-год електроенергії на рік. Крім того, на потоку, що випускають для підтримки природної течії річки, працює одна бульбова турбіна потужністю 5 МВт.
Зв'язок з енергосистемою відбувається по ЛЕП, що працює під напругою 225 кВ.
Генеральним підрядником будівництва виступила китайська Sinohydro. При цьому проект, вартість якого сстановила 572 млн доларів США, на 85 % фінансувався за рахунок позики Експортно-імпортного банку Китаю.